# Ronald Richard Byron Hilton
Ronald Richard Byron Hilton, britanski general, * 1906, † 1973.